# Batalha de Goodwin Sands
A Batalha naval de Goodwin Sands (também conhecida como a Batalha de Dover), foi um conflito militar que ocorreu em 29 de maio de 1652 (19 de maio no calendário Juliano ainda utilizado na Inglaterra) que foi o primeiro embate ente da Primeira Guerra Anglo-Holandesa entre os navios da Commonwealth da Inglaterra e das Províncias Unidas da Holanda.

## Antecedentes

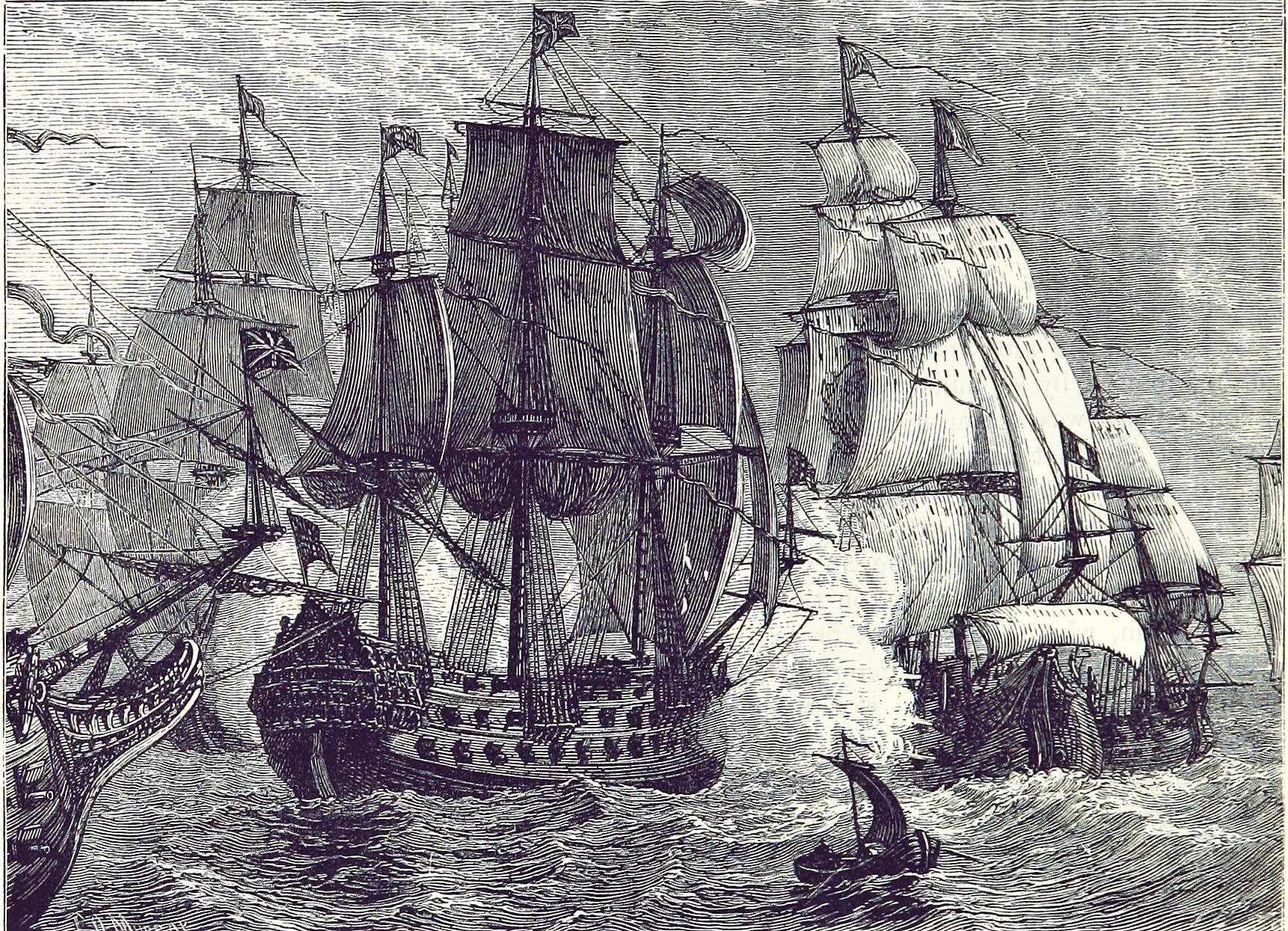
Cena da batalha.

O Parlamento inglês aprovou a primeira das Leis de Navegação em outubro de 1651, com o objetivo de dificultar a navegação dos holandeses altamente dependentes do comércio. A agitação entre os mercadores holandeses aumentou ainda mais com a captura por parte de George Ayscue, no início de 1652, de 27 navios holandeses que comercializavam com a colônia monarquista de Barbados, em violação de um embargo. Ambos os lados começaram a se preparar para a guerra, mas o conflito poderia ter sido adiado se não fosse por um infeliz encontro em 29 de maio de 1652 (19 de maio no calendário juliano então em uso na Inglaterra) perto do Estreito de Dover entre um comboio holandês escoltado por 40 navios sob o comando do tenente-almirante Maarten Tromp e uma frota inglesa de 25 navios comandada pelo comandante Robert Blake.

## Batalha
Um decreto de Cromwell exigia que todas as frotas estrangeiras no Mar do Norte ou no Canal da Mancha apontassem sua bandeira em saudação, mas quando Tromp não obedeceu porque não viu razão para abaixar sua bandeira para os ingleses, Blake disparou três tiros de advertência. Quando o terceiro atingiu seu navio, ferindo alguns marinheiros, Tromp respondeu com um aviso de sua nau capitânia Brederode. Blake então atirou com raiva e uma batalha de cinco horas se seguiu.

## Consequências
Ambas as frotas foram danificadas, mas quando escureceu a frota holandesa retirou-se em uma linha defensiva para proteger o comboio, e os ingleses capturaram dois retardatários holandeses: Sint Laurens, que foi levado de volta por eles, mas não usado, e Sint Maria, que foi abandonado em uma condição de naufrágio e mais tarde fez o seu caminho para a Holanda. Tromp então ofereceu suas desculpas a Blake e pediu a devolução do prêmio, mas Blake recusou.
A guerra foi declarada pela Commonwealth em 10 de julho de 1652.